# Außendeich Nordkehdingen
Der Außendeich Nordkehdingen ist ein zweigeteiltes, etwa 1.680 Hektar großes, ehemaliges Naturschutzgebiet auf der niedersächsischen Seite der Unterelbe zwischen Balje und Freiburg im Landkreis Stade. Als Schutzzweck stand die Erhaltung der Vogel- und Pflanzenwelt sowie ihrer Lebensbedingungen im Vordergrund. Im Dezember 2018 ging das Gebiet im neu ausgewiesenen Naturschutzgebiet „Elbe und Inseln“ auf.
Bei dem 19,4 Kilometer langen, ehemaligen Naturschutzgebiet handelt es sich um einen schmalen Vordeichstreifen im Brackwasserbereich der Elbe. Unter dem Einfluss der Gezeiten sind Schlickwatten entstanden, die von Brackwasserröhrichten und Salzwiesen mit einer vielfältigen natürlichen Ufervegetation gesäumt werden. Diese großflächigen natürlichen Lebensraumtypen der Fluss- und Küstenwatten bilden ein Rastgebiet für zahlreiche Zugvogelarten auf dem Weg in ihre skandinavischen Brutreviere. Hervorzuheben ist auch die Bedeutung als Brut- und Nahrungsgebiet für zahlreiche Wat- und Wasservögel. Das Naturschutzgebiet trägt die Kennzeichen NSG LÜ 059 (Außendeich Nordkehdingen I) und NSG LÜ 082 (Außendeich Nordkehdingen II).